# Jaroslav Balcar
Jaroslav Balcar, né le 27 mars 1953 à Vrchlabí et mort le 4 avril 2015, est un sauteur à ski tchèque.
Il termine quatrième à l'épreuve du petit tremplin de Saut à ski aux Jeux olympiques de 1976.
Il est le frère du sauteur à ski Jindřich Balcar.

## Palmarès

### Jeux olympiques
| Épreuve / Édition | Innsbruck 1976 |
| Petit tremplin    | 4e             |
| Grand tremplin    | 14e            |